# Università statale di Tomsk
L'Università statale di Tomsk, TSU (in russo Томский государственный университет?, ТГУ), è un'università statale situata in Siberia, Russia. Fu fondata nel 1878 a Tomsk e rappresenta la più antica università della Siberia.

## Storia
L'ateneo dal 1878 al 1967 ha portato il nome di "Università imperiale siberiana"; l'università statale di Tomsk aprì nel 1888 con un unico dipartimento, la facoltà di medicina, che nel 1930 si separò, formando l'Università statale siberiana di medicina.

## Struttura
L'università è organizzata nei seguenti dipartimenti:
| Dipartimento                                       | Fondazione |
| -------------------------------------------------- | ---------- |
| Meccanica e Matematica                             | 1948       |
| Fisica                                             | 1948       |
| Radiofisica                                        | 1953       |
| Fisica e Ingegneria                                | 1963       |
| Applicata e Cibernetica                            | 1970       |
| Studi informatici                                  | 1986       |
| Biologia e Scienza del suolo                       | 1932       |
| Geologia e Geografia                               | 1933       |
| Chimica                                            | 1932       |
| Dipartimento internazionale di Agraria ed Ecologia | 1994       |
| Storia                                             | 1917       |
| Filologia                                          | 1917       |
| Filosofia                                          | 1987       |
| Lingue straniere                                   | 1995       |
| Arte e cultura                                     | 1994       |
| Economia                                           | 1963       |
| Giurisprudenza                                     | 1897       |
| Psicologia                                         | 1997       |
| Dipartimento internazionale di Management          | 1992       |
| Business School                                    | 1991       |
| Accademia militare                                 | 1926       |
| Giornalismo                                        | 2004       |

### Biblioteca

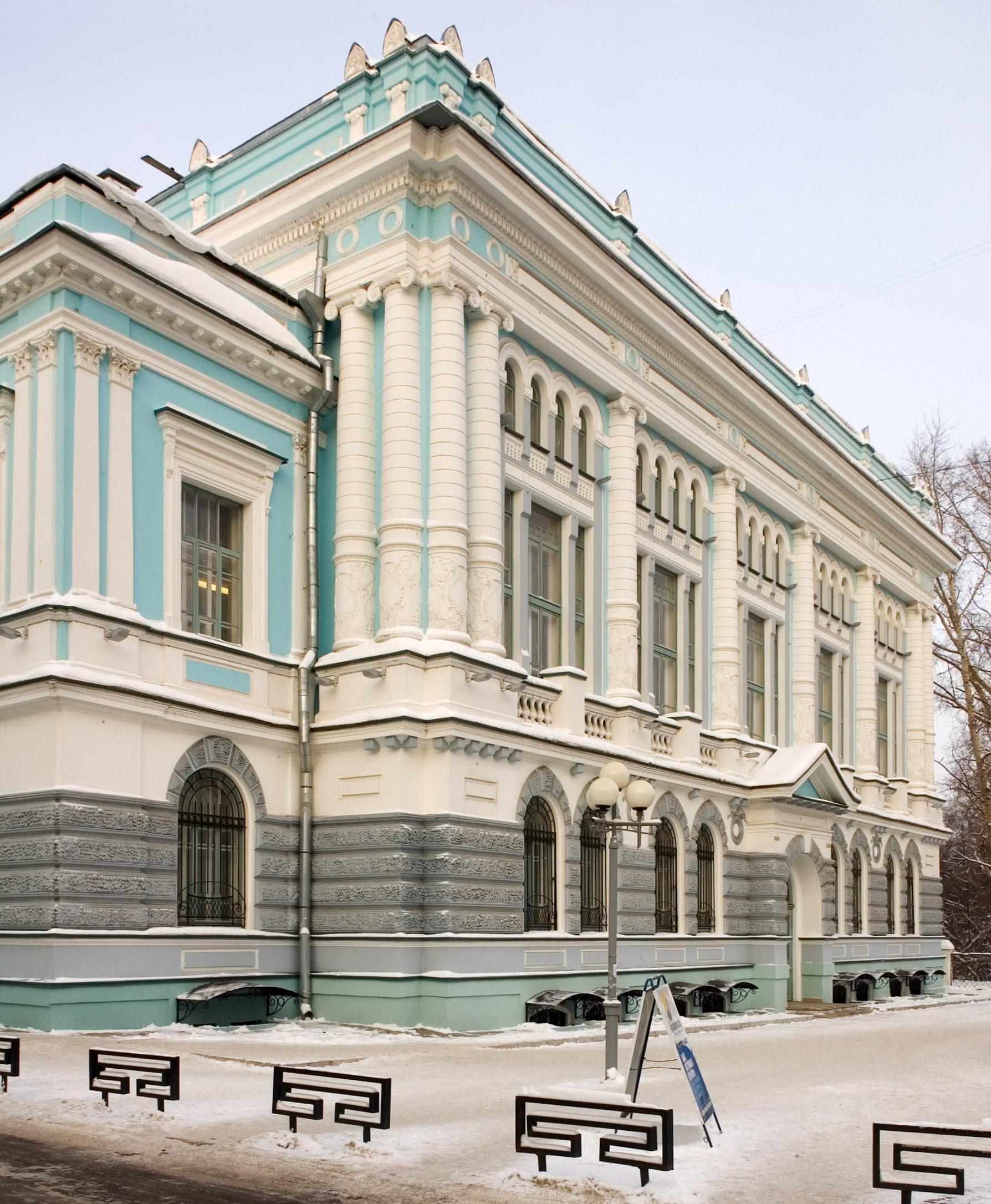
La biblioteca di ricerca

La biblioteca di ricerca e l'Università statale di Tomsk furono aperte nello stesso anno, 1888. Il fondatore della biblioteca è Vasilij Florinskij, fisico e scrittore, organizzatore dell'Università di Tomsk. Ad entrambe è stato dato uno status di "oggetto particolarmente prezioso del patrimonio culturale dei popoli della Federazione Russa". Nel 2016 la biblioteca conteneva 3,8 milioni di unità di deposito, tra cui più di 124.000 manoscritti e libri rari.